# Kimzeyite
La kimzeyite (simbolo IMA: Kmz) è un minerale e un silicato raro del supergruppo del granato e del gruppo della schorlomite con composizione chimica Ca3Zr2(SiAl2)O12. Strutturalmente appartiene ai nesosilicati.

## Etimologia e storia
La kimzeyite è stata scoperta nel 1953 da Joe W. Kimzey. L'alto contenuto di zirconio di questo granato non è stato determinato fino a 5 anni dopo, il che ha portato alla prima descrizione della kimzeyite nel 1958 come un nuovo minerale con la composizione Ca3(Zr,Ti)2(Al,Fe3+,Si)3O12. Nel 1967 è stato riconosciuto come nuovo minerale dall'Associazione Mineralogica Internazionale (IMA). Quando il supergruppo del granato fu riorganizzato, la formula per la kimzeyite pura fu cambiata in Ca3Zr2Al2SiO12.
Il minerale prende il nome dalla famiglia Kimzey, che ha mineralogicamente accompagnato lo sviluppo economico del complesso di "Magnet Cove" fin dai primi anni del 1870 e ha fornito numerose collezioni in tutto il mondo con i minerali di questo giacimento.
Nel corso di indagini sistematiche sul comportamento di miscelazione dei granati del gruppo della schorlomite, la kerimasite, allora ancora indicata come kinzeyite, è stata sintetizzata nel 1967 e la kinzeyite nel 1993 da Yamakawa e dai suoi colleghi.
Minerali come kimzeyite, kerimasite, elbrusite e altri granati contenenti afnio e zirconio, sono studiati per quanto riguarda la loro idoneità allo smaltimento finale di scorie radioattive ad alto livello provenienti da centrali nucleari.

## Classificazione
Secondo l'attuale classificazione dell'Associazione Mineralogica Internazionale (IMA), la kimzeyite appartiene al supergruppo del granato, dove forma il "gruppo della schorlomite" con 10 cariche positive sulla posizione reticolare coordinata tetraedrica, insieme a irinarassite, hutcheonite, schorlomite, kerimasite e toturite.
Nell'obsoleta 8ª edizione della sistematica minerale di Strunz, la kimzeyite apparteneva alla divisione dei "nesosilicati", dove, insieme a goldmanite, forma il sottogruppo dei "granati Ti, Zr e V" con il sistema nº VIII/A.06d all'interno della "serie del granato".
Nella Sistematica dei lapis (Lapis-Systematik) di Stefan Weiß, che è stata rivista e aggiornata l'ultima volta nel 2018 e che si basa ancora su questa vecchia forma della sistematica di Strunz per considerazione verso i collezionisti privati e le collezioni istituzionali, al minerale è stato assegnato il sistema e al minerale nº VIII/A.08-150; ciò corrisponde anche alla divisione "nesosilicati con gruppi [SiO4]", per cui nei gruppi da VIII/A.08 a 12 sono classificati i minerali con cationi in coordinazione cubica e ottaedrica [8+6]. La kimzeyite si forma qui insieme ad almandino, andradite, calderite, eltyubyuite, eringaite, goldmanite, grossularia, henritermierite, holtstamite, hutcheonite, idrougrandite, irinarassite, jeffbenite, katoite, kerimasite, knorringite, majorite, menzerite-(Y), momoiite, morimotoite, piropo, schorlomite, spessartina, toturite, uvarovite e wadalite, con le quali forma il "gruppo del granato".
La nona edizione della sistematica minerale di Strunz, valida dal 2001 e aggiornata l'ultima volta dall'Associazione Mineralogica Internazionale (IMA) nel 2024, classifica la kimzeyite nella classe "9. Silicati (germanati)" e da lì nella sottoclasse "9.A Nesosilicati"; questa è ulteriormente suddivisa in base alla struttura del minerale, in modo che la kimzeyite possa essere trovata nel sistema nº 9.AD.25 nella sezione "9.AD Nesosilicati senza anioni aggiuntivi; cationi in coordinazione [6] e/o maggiore", dove è elencata insieme a bitikleite, dzhuluite, usturite, elbrusite, eltyubyuite, eringaite, goldmanite, grossularia, holtstamite, irinarassite, katoite, knorringite, majorite, menzerite-(Y), morimotoite, spessartina, uvarovite, wadalite, almandine, andradite, calderite, piropo, schorlomite, toturite, hibschite e henritermierite.
Anche la sistematica dei minerali secondo Dana, utilizzata principalmente nel mondo anglosassone, classifica la kimzeyite nella categoria dei "minerali nesosilicati". La si trova elencata insieme a schorlomite e morimotoite nel "gruppo del granato (serie della schorlomite-kimzeyite)" con il sistema nº 51.04.03c all'interno della suddivisione "nesosilicati: gruppi SiO4 solo con cationi in coordinazione [6] e >[6]".

## Chimica
La kimzeyite è l'analogo dello zirconio-alluminio della schorlomite e forma cristalli misti complessi principalmente con kerimasite, schorlomite e andradite. La kimzeyite naturale di solito mostra zonazioni molto complesse e contiene alluminio e Fe3+ in quantità approssimativamente uguali. La kimzeyite e la kerimasite possono essere distinte solo con un'analisi chimica precisa e considerando la zonazione. La composizione empirica della località tipo è:
{\displaystyle \mathrm {^{[X]}Ca_{3,11}\,^{[Y]}(Zr_{1,42}^{4+}Ti_{0,40}^{3+}Mg_{0,07}^{2+}Fe_{0,07}^{2+}Nb_{0,05}^{5+})\,^{[Z]}(Al_{1,26}Fe_{0,98}^{3+}Si_{0,94})} }
oppure:
{\displaystyle \mathrm {^{[X]}(Ca_{2,94}Mg_{0,05})\,^{[Y]}(Zr_{1,72}^{4+}Ti_{0,26}^{4+}Nb_{0,09}^{5+})\,^{[Z]}(Al_{0,87}Fe_{1,09}^{3+}Si_{0,94})} }
oppure:
{\displaystyle \mathrm {^{[X]}Ca_{2,99}\,\,^{[Y]}(Zr_{1,48}^{4+}Ti_{0,37}^{4+}Fe_{0,15}^{3+})\,\,^{[Z]}(Al_{0,87}Fe_{0,98}^{3+}Si_{1,15})} }
La prima composizione può essere distorta da inclusioni di altri minerali, gli altri due contengono più ferro in posizione Z rispetto all'alluminio, e in senso stretto rappresentano l'analogo del ferro kerimasite secondo la reazione di scambio:
{\displaystyle {\ce {^{[Z]}Al^{3+}=\, ^{[Z]}Fe^{3+}}}}
A temperature superiori a 700 °C, si verifica una miscelazione senza soluzione di continuità di kimzeyite sintetica e kerimasite. A temperature più basse, la miscibilità di questi componenti è limitata e si formano due granati coesistenti. Questo è stato osservato anche nella kimzeyite naturale della località tipo.
Le composizioni complesse dei cristalli misti possono essere espresse con diverse combinazioni di membri terminali. Il contenuto di titanio in posizione Y può essere utilizzato come miscela di hutcheonite [X]Ca3[Y]Ti4+2 [Z](Al2Si)O12 secondo la reazione di scambio:
{\displaystyle {\ce {^{[Y]}Zr^{4+}=\,\,^{[Y]}Ti^{4+}}}}
o schorlomite [X]Ca3[Y]Ti4+2 [Z](Fe3+2Si)O12 corrispondente alla reazione di scambio:
{\displaystyle {\ce {^{[Y]}Zr^{4+}\, +\, ^{[Z]}Al^{3+}=\, ^{[Y]}Ti^{4+}\, +\, ^{[Z]}Fe^{3+}}}}
Inoltre, la kimzeyite forma cristalli misti con l'andradite [X]Ca3[Y]Fe3+2 [Z]Si3O12 secondo la reazione di scambio:
{\displaystyle {\ce {^{[Y]}Zr^{4+}\, +\, ^{[Z]}Al^{3+}=\, ^{[Y]}Fe^{3+}\, +\, ^{[Z]}Si^{4+}}}}
e con il granato morimotoite [X]Ca3[Y](Zr,Ti)4+ [Y](Fe,Mg)2+ [Z]Si3O12 corrispondenti alla reazione di scambio:
{\displaystyle \mathrm {^{[Y]}Zr^{4+}\,+\,2\,^{[Z]}Al^{3+}=\,^{[Y]}(Fe,Mg)^{2+}\,+\,2\,^{[Z]}Si^{4+}} }

## Abito cristallino
La kimzeyite cristallizza nel sistema cubico nel gruppo spaziale Ia3d (gruppo nº 230) con 8 unità di formula per cella unitaria. Il membro finale sintetico ha il parametro reticolare a = 12,456 Å, il cristallo misto naturale dalla località tipo è a = 12,46 Å.
La struttura è quella del granato. Il calcio (Ca2+) occupa le posizioni X, che sono dodecaedriche circondate da 8 ioni ossigeno, lo zirconio (Zr4+) occupa la posizione Y, che è ottaedrica circondata da 6 ioni ossigeno, e la posizione Z, che è tetraedrica circondata da 4 ioni ossigeno, è occupata da alluminio (Al3+) e silicio (Si4+).

## Origine e giacitura
La kimzeyite si forma a bassa pressione e ad alte temperature, principalmente nelle magmatiti ultrabasiche e nelle carbonatiti. I granati ricchi di kimzeyite sono stati trovati anche negli skarn metamorfici da contatto.

### Carbonatiti
La località tipo della kimzeyite è una carbonatite nella cava di calcite di Kimzey (Calcite Hill) nel complesso di "Magnet Cove" (contea di Hot Spring, Arkansas, Stati Uniti). Oltre a calcite, a apatite, monticellite, magnetite e perovskite, i minerali che la accompagnano sono la vesuvianite, la torbernite, la pirite e, come inclusione, l'anidrite.
Nella carbonatite vicino a Terni in Umbria, la kimzeyite si presenta sotto forma di cristalli tondeggianti di 10-25 µm in calcite a grana fine insieme a flogopite, perovskite, monticellite e ossidi di ferro-titanio.

### Rocce ignee basiche
Nel basalto dell'eruzione del 1975 a Stromboli, in Italia, la kimzeyite si trova insieme a plagioclasio, pirosseno, olivina, spinello verde scuro e monticellite.
Le aree ricche di carbonato dei Lamprofiri delle dighe di Marathon vicino a McKellar Harbour (Ontario, Canada) trasportano melaniti ricche di kimzeyite insieme a olivina, flogopite, andradite, calcite, perovskite, apatite e spinello.

### Altri casi
In un eiettore da un flusso piroclastico vicino ad Anguillara Sabazia sul lago di Bracciano a nord di Roma, la kimzeyite si trova insieme a gehlenite, hercynite e pirite.